# Aethalura anastomosaria
Aethalura anastomosaria là một loài bướm đêm trong họ Geometridae.